# 2640 Хяллстрьом
2640 Хяллстрьом (2640 Hällström) — астероїд головного поясу, відкритий 18 березня 1941 року.
Тіссеранів параметр щодо Юпітера — 3,513.